# Hauptsturmführer

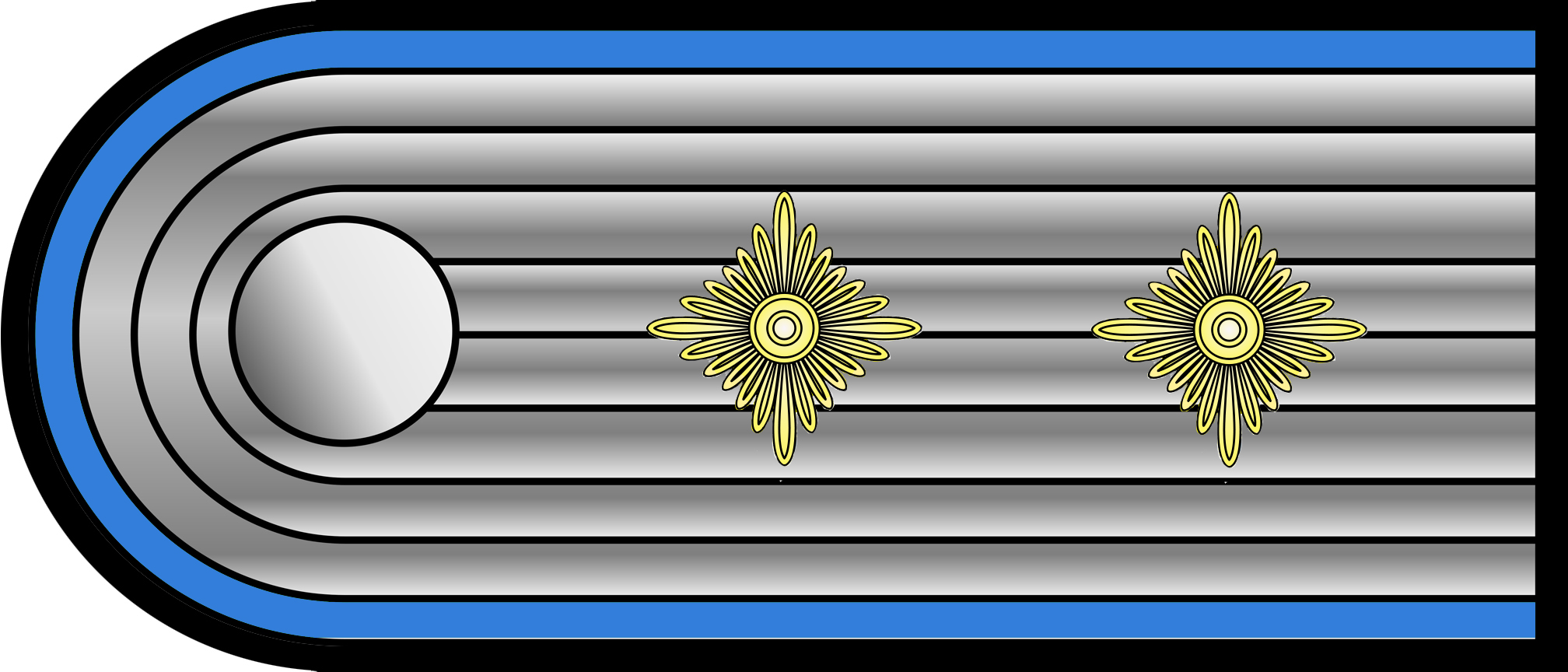
Spalline da SS-Hauptsturmführer

Mostrine da Hauptsturmführer

Hauptsturmführer fu un grado paramilitare corrispondente a quello di Hauptmann (capitano) dell'esercito, utilizzato dalle SS e dai reparti di combattimento (Waffen-SS) durante il corso della seconda guerra mondiale.

## Evoluzione
Il grado di Hauptsturmführer è un'evoluzione dal grado di Sturmhauptführer, creato nel 1928 per indicare il livello più alto degli ufficiali inferiori della Sturmabteilungen (SA). Le SS hanno utilizzato questo grado dal 1931 al 1935 quando venne cambiato in Hauptsturmführer mantenendo le insegne originali.
Alcuni dei più ricercati criminali di guerra delle SS sono noti per possedere il grado di Hauptsturmführer: tra loro ci sono Josef Mengele, il "medico della morte" assegnato ad Auschwitz; Klaus Barbie, capo della Gestapo di Lione; Alois Brunner, assistente di Adolf Eichmann; Franz Stangl  e Kurt Franz, i comandanti del lager di Treblinka; Karl Fritzsch, vicecomandante di Auschwitz dal 1940 al 1942, e Georg Bachmayer, vicecomandante del lager di Mauthausen. Hauptsturmführer è stato Amon Göth, impiccato per aver commesso omicidi di massa durante le liquidazioni del ghetto di Cracovia e di Tarnow, che è stato il comandante dei campi di Płaszów e di Szebnie. Hauptsturmführer era anche Erich Priebke, condannato all'ergastolo dalla Corte d'Appello militare di Roma per aver partecipato alla pianificazione e alla realizzazione dell'eccidio delle Fosse Ardeatine.

## Le insegne
Le insegne di Hauptsturmführer erano composte da tre semi e due strisce d'argento su fondo nero bordato d'argento sul colletto nero. Il grado di Hauptsturmführer era compreso fra quello di Obersturmführer (Tenente) e quello di Sturmbannführer (Maggiore).